# Бісерка Цвеїч
Бісерка Цвеїч (серб. Бисерка Цвејић; нар. 5 листопада 1923 — 7 січня 2021) — югославська та сербська оперна співачка (мецо-сопрано).

## Творчість
За всю свою кар'єру Цвеїч виконала понад 70 партій, включаючи Кармен в однойменній опері Бізе, яка стала однією з її візитних карток. Серед інших головних ролей — Еболі в опері Верді «Дон Карлос», Амнеріс в «Аїді» та інші.
Цвеїч виступала у всіх найбільших оперних театрах світу, включаючи Метрополітен-опера, Віденська державна опера, Королівський театр Ковент-Гарден, Ла Скала, Сан-Карло та в інших.
У наступні роки вона звернулася до викладацької діяльності і стала професором факультету музичного мистецтва в Белграді та Музичної академії в Новому Саді. Відомий баритон Желько Лучич був одним із її учнів.